# Храм Николая Чудотворца (Новопышминское)
Храм Николая Чудотворца — православный храм в селе Новопышминское Свердловской области.
Зданию присвоен статус памятника архитектуры регионального значения.

## История
Храм расположен на левом берегу реки Пышмы, на бывшем въезде в село. Самостоятельный приход открыт в 1752 году, в его состав вошли деревни Сергуловка, Казанская, Заимская.
В 1752 году часовня деревни была перестроена в деревянный храм. В 1835 году началось строительство капитального здания. В 1842 году главный храм освящён во имя святого Николая чудотворца, придел во имя апостола Иоанна Богослова. В состав причта входил священник, диакон и псаломщик. В распоряжении священника в селе был общественный дом. В состав прихода входили часовня села и часовня в деревне Казанской. В селе работало начальное земское училище, а в деревне с 1893 года Сергуловке школа грамоты.
В 1934 году был запрещён колокольный звон. С 1937 по 1991 год храм был закрыт. С 1991 года организован православный приход, начавший работы по восстановлению храма. Реставрация закончена 22 мая 1998 года.

## Архитектура
Здание церкви каменное. Объём представляет собой параллелепипед, средняя часть которого с небольшими выступами дополнена одинаковыми по величине и оформлению алтарем и трапезной. С запада примыкает колокольня.
Храмовой части приданы с севера и юга четырёхколонные портики тосканского ордера с фронтонами. За колоннами в простенках двух рядов прямоугольных окон — пилястры. Барабан прорезан арочными окнами, объединенными профилированной тягой; над проёмами — мелкие горизонтальные ниши. Алтари и трапезная до половины высоты расшиты дощатой рустикой; окна — тройные, прямоугольные внизу и «итальянские», очерченные архивольтом — вверху.
Основание колокольни наделено портиком, аналогичным храмовым. Необычны пилоны яруса звона с их «пучками» колонок, поддерживающих антаблемент. Выше идет ещё один, сильно уменьшенный четырёхгранный ярус и шпиль.
Перед церковью сохранились трехарочные ворота с двумя сторожками по сторонам.